# Lorne Atkinson
Lorne Charles Atkinson (8 de junho de 1921 — 23 de abril de 2010) foi um ciclista canadense que participou de dois eventos nos Jogos Olímpicos de 1948, em Londres, competindo pelo Canadá.